# إيغرم أوسار
إيغرم أوسار هو منجم وسط المملكة المغربية، ببلدية مريرت بإقليم خنيفرة. تم إحداث المنجم سنة 1973 و يبلغ عمقه 500 متر عن سطح الأرض. 
يتم اسخراج الرصاص و الفضة و الزنك من هذا المنجم المتواجد على بعد 90 كلم جنوبي مكناس.

## حوادث
شهد المنجم منذ إحداثه سنة 1973 حادثة مروعة وحيدة، و ذلك يوم 18 مارس 2014. قتيلان و 13 جريحا هي حصيلة الحادثة التي كان سببها عطل في المصعد الكهربائي ذو مقصورة، الذي هوى على ارتفاع 50 متر مُحملا ب 15 عاملا، تُوفي منهم شخصان على الفور.